# 羅索角
羅索角（英語：Rozo Point）是南極洲的海岬，位於布斯島西北部以北，處於威廉群島的紹萊島西北端，由法國探險隊發現，現時由南極條約體系管理。